# Gedenkraam Limburgse evacués (Meppel)
Het gedenkraam Limburgse evacués is een oorlogsmonument in de Nederlandse plaats Meppel.

## Achtergrond
In het najaar van 1944 werd het zuiden van Nederland bevrijd van de Duitse bezetting. De strijd om plaatsen als Roermond en Venlo ging nog onverminderd door en inwoners werden door de bezetter gemaand te vertrekken. Tijdens de hongerwinter van 1944-1945 werden duizenden geëvacueerde Limburgers opgevangen in Noord-Nederland, waaronder in Meppel.
Het gedenkraam werd op 19 mei 1946 als dank voor de gastvrijheid aangeboden en kreeg een plaats in de Sint-Stephanuskerk aan het Zuideinde. Het werd ontworpen door Henk van de Burgt en uitgevoerd door Pierre van Rossum. In 1961 werd een nieuwe kerk in gebruik genomen, het Limburgse raam en vijf andere glas-in-loodramen van Van de Burgt en Van Rossum werden overgebracht naar de nieuwe kerk. Het oude gebouw ging, nadat het enige tijd was gebruikt voor opslag, in 1965 in vlammen op. In 2007 kocht de Sint-Stephanusparochie de begin jaren 70 gebouwde Opstandingskerk van de Vrijgemaakt Gereformeerden en werden de ramen opnieuw verplaatst.

## Beschrijving
Het raam toont centraal Maria in een lang gewaad, met op haar linkerschouder het kindeke Jezus, beiden met aureool. Boven in het raam houdt een gevleugelde engel een banderol vast met de tekst "HULP DER CHRISTENEN". Onder Maria zijn de vluchtelingen te zien die onder haar mantel komen schuilen. Daaronder een banderol met het opschrift 

AAN MARIA BESCHERMSTER DER LIMBURGSCHE EVACUE'S

Onderaan in het raam is in een soort cartouche, dat wordt gevormd door het lint van de banderol, een Limburgse stad te zien (vermoedelijk Roermond) met huizen en kerken met oorlogsschade en daarboven drie vliegtuigen.